# サンデージョッキー
サンデージョッキーは、NHKラジオ第1放送で1984年4月1日から2008年3月16日まで毎週日曜日に放送していた公開歌謡・演芸番組である。

## 概要
1983年11月27日13:05 - 15:30に「ラジオ週間」の一環でパイロット版が放送。
人気演歌歌手の熱唱と漫才師の演芸の他にさまざまなコーナーで送る公開生放送であった（年に数回地方での公開放送の場合もある）。当初、公開生放送は放送センターCR505スタジオが主に使用されてきたが、1995年度からNHKスタジオパークが完成したことに伴い、CT450スタジオからの放送に切り替わった。なお、開始当初は13時台から15時台前半までのパート1（公開放送）、「浪曲十八番」とニュースをはさんで16時台、17時台のパート2（ラジオセンタースタジオからのゲストトークとリスナーからのリクエストやお便りの紹介などで構成された）として放送されていた。その後、第2部が終了・浪曲十八番が木曜日21時台に時間帯移動したことに伴い、パート1を事実上拡大する形で、13時台から15時台後半までに変更された。
2008年度に行われた番組改編の一環として、2008年3月16日の放送をもって終了。24年の番組の歴史に幕を閉じ、同年4月6日より『日曜バラエティー』としてリニューアルされた。

## 出演
- パート１（公開放送）
  - 司会：吉川精一→秋山隆→宮川泰夫（2005年4月～）、女性司会者は週替わりでゲスト演歌歌手が勤めた。
  - レギュラー：桂デットボール→桂平治、中村容子
  - 構成：小山田満月
- パート２（スタジオ放送、1994年度まで）
  - 司会：角田明夫、山田誠浩、星静夫（週替わりで担当）

## 放送時間
時間はJST
- ラジオ第1（生放送）：日曜13：05 - 15：55（1994年度までは日曜13：05 - 15：29および16:05 - 17：55）